# Helgakviða Hjörvarðssonar

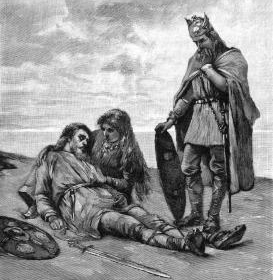
Un'illustrazione della edizione svedese del 1893 di Fredrik Sander dell'Edda Poetica. Ristampata successivamente nell'edizione di Erik Brate del 1913.

Helgakviða Hjörvarðssonar (Carme di Helgi, figlio di Hjörvarðr) è un poema che fa parte dell'Edda Poetica, trovato nel manoscritto del Codex Regius nel quale segue il poema Helgakviða Hundingsbana I ed è seguito dal poema Helgakviða Hundingsbana II. Il poema è in realtà senza nome, ma gli è stato attribuito dagli studiosi per motivi didattici. Il testo appare come un collage di vecchi poemi tenuti insieme da passaggi in prosa. Il poema si riferisce alla storia di Helgi Hjörvarðrsson.

## Trama
Il poema comincia con il re norvegese Hjörvarðr, il quale ha quattro mogli, con le quali ha diversi figli. Hjörvarðr aveva giurato che avrebbe posseduto la donna più bella. Viene a sapere che la figlia del re Sváfnir aveva una bellissima figlia di nome Sigrlinn e dunque manda Atli (figlio del suo jarl Iðmundr) a corteggiare la ragazza per lui. Atli rimane con re Sváfnir per un inverno, ma viene a sapere dallo jarl del re che il re non avrebbe fatto sposare la figlia al re Hjörvarðr. Durante il suo ritorno a casa, Atli ha una conversazione con un uccello, il quale gli dice che Hjörvarðr avrebbe avuto la ragazza se gli avesse dato del bestiame con corna dorate e altari di proprietà del re. Atli torna dunque da re Hjörvarðr e gli dice che la missione è fallita. Il re allora decide di recarsi da re Sváfnir di persona, facendosi però accompagnare da Atli. Ad un certo punto da una montagna vedono il regno di Sváfnir in fiamme. Anche re Hróðmarr desiderava la principessa Sigrilinn, ma gli era stata negata e dunque stava cercando di ottenerla con la forza. Quando re Hjörvarðr e Atli sono sulla montagna re Hróðmarr aveva già ucciso re Sváfni e sta cercando la principessa. Durante la notte il re e Atli si accampano lungo un fiume e Atli trova una casa dove vi è un grosso uccello. Atli non sa che l’uccello sia lo jarl del re Sváfnir, il quale ha assunto la forma di uccello per proteggere Sigrlinn e la sua stessa figlia, le quali sono all’interno della casa. Atli uccide l’uccello e trova le due fanciulle.
Re Hjörvarðr torna dunque a casa insieme a Sigrilinn e Atli insieme alla figlia dello jarl che ha ucciso. Hjörvarðr e Sigrlinn hanno un figlio il quale è uomo tacito al quale non riescono a dare un nome. Questo uomo silente ormai cresciuto un giorno si reca su una collina e vede nove valchirie delle quali Sváfa (Sigrunn) è la più bella. Lei era la figlia del re Eylimi. Sváfa lo chiama Helgi e gli chiede se vuole un regalo insieme al suo nome (come era tradizione), ma Helgi risponde che lui desidera soltanto lei. Successivamente lei lo informa circa una grande spada incastrata in una roccia sulla quale vi erano rune magiche e serpenti. Sváfa dà dunque il nome a Helgi e durante le battaglie lo protegge sempre dal pericolo. Helgi si reca da suo padre re Hjörvarðr e lo rimprovera di non aver vendicato re Sváfni. Re Hróðmarr aveva infatti bruciato la sua dimora e possedeva ancora tutte le ricchezze appartenenti a re Sváfni. Hjörvarðr prepara per il figlio un esercito e Helgi si procura la spada di cui le aveva parlato Sváfa. Helgi si reca dunque da re Hróðmarr, lo uccide e vendica così suo nonno. Helgi compie molte avventure e in una di queste uccide il gigante Hati e Helgi e Atli hanno una lunga discussione poetica con la figlia di Hati che prolungano fino al mattino seguente quando il sole la trasforma in roccia. Dopo aver guadagnato fama in battaglia, Helgi, va da re Eylimi e chiede al re la mano della figlia e il re acconsente. Helgi e Sváfa si scambiano dunque I giuramenti. Nonostante fossero sposati, Sváfa rimane con suo padre, mentre Helgi è fuori a condurre battaglie.
Un giorno, il fratello di Helgi, Heðinn trova una troll che cavalca un lupo con dei serpenti al posto delle briglie. Questa gli chiede di farle compagnia, ma lui si rifiuta, allora lei lo maledice e gli dice che se ne sarebbe pentito durante le festività Yule al momento del brindisi del re. Durante le festività gli uomini posano le loro mani sul sacro cinghiale e fanno i loro giuramenti. Heðinn giura che avrebbe fatto sua la moglie di suo fratello Helgi, ovvero Sváfa. Heðinn incontra Helgi e gli rivela il suo giuramento, ma Helgi gli risponde che il figlio di re Hróðmar lo avrebbe sfidato a breve per vendicare il padre. Durante il conflitto contro il figlio di Hróðmar, Helgi riceve una ferita mortale a causa della maledizione della troll e dunque perde. Helgi allora manda uno dei suoi compagni da Sváfa così che si potessero incontrare prima che morisse. Helgi chiede a Sváfa di sposare suo fratello Heðinn. Il fratello chiede dunque a Sváfa di baciarlo e le dice che non lo avrebbe rivisto fin quando non avrebbe vendicato Helgi. Sia Helgi che Sváfa sarebbero poi rinati come Helgi Hundingsbane e Sigrùn così che le loro avventure potessero continuare.

## Metro e stile
Questo poema mette insieme narrazione e dialogo e abbiamo sia esempi di metro epico che di quello strofico.